# Vẹt hoàng đế
Vẹt hoàng đế, tên khoa học Amazona imperialis, là một loài chim trong họ Psittacidae.